# Манежна площа (Москва)
Мане́жна площа (рос. Манежная площадь) — площа в Центральному адміністративному окрузі міста Москви поруч із Кремлем та Олександрівським садом. Від площі відходять вулиці Манежна та Мохова. Назву дано від будівлі московського Манежу, що виходить на площу.

## Події
9 червня 2002 року на площі сталися масові заворушення після поразки національної збірної Росії з футболу у матчі з Японією (під час чемпіонату світу).
11 грудня 2010 року на площі знову сталися масові заворушення, які спричинило вбивство вболівальника «Спартака» Єгора Свиридова вихідцем із Кавказу та хід розслідування цього злочину.
30 грудня 2014 року на площі пройшла несанкціонована акція протесту, пов'язана з винесенням вироку у справі «Ів Роше» опозиціонеру Олексію Навальному і його братові, Олегу Навальному. За офіційними даними, на мітинг прийшло понад 1500 осіб. Близько 100 осіб було затримано «за порушення громадського порядку».